# Coenonympha euthymia
Coenonympha euthymia är en fjärilsart som beskrevs av Franz Dannehl 1927. Coenonympha euthymia ingår i släktet Coenonympha och familjen praktfjärilar. Inga underarter finns listade i Catalogue of Life.